# Гарсия, Руди
Руди Гарсия (фр. Rudi Garcia; род. 20 февраля 1964, Немур) — французский футболист, выступавший на позиции полузащитника, и футбольный тренер. Главный тренер сборной Бельгии.

## Карьера игрока
Воспитанник клубов «Корбей-Эссон» и «Вири-Шатийон». В чемпионате Франции дебютировал за «Лилль» в сезоне 1983/84. В дальнейшем отыграл в составе «догов» 5 сезонов. С 1988 по 1991 год выступал в Дивизионе 2 за футбольный клуб «Кан». Завершил карьеру на профессиональном уровне в 1992 году выступлениями за «Мартиг». В середине 1990-х играл в любительских чемпионатах Франции.

## Тренерская карьера
Тренерскую карьеру начал в любительском клубе «Корбей-Эссон» в то время, когда заканчивал карьеру футболиста. С 1998 по 2001 год работал на тренерских должностях в «Сент-Этьене». 5 января 2001 года сменил Джона Тошака на посту главного тренера команды. Продержаться у руля «Сент-Этьена» тренерский тандем Гарсии и Жан-Ги Валлема смог лишь до окончания сезона, в 12 оставшихся матчах которого команда набрала 10 очков.
В июле 2002 года возглавил «Дижон» и по итогам сезона 2003/04 вывел команду в Лигу 2. Год спустя «Дижон» под руководством Гарсии едва не завоевал путёвку в Лигу 1, заняв по итогам сезона 4-е место. В 2007 году Гарсия возглавил команду Лиги 1 «Ле-Ман», с которой занял в чемпионате 9-е место.
В июле 2008 года стал главным тренером «Лилля». В первом же сезоне под его руководством «Лилль» занял 5-е место в чемпионате, что дало команде право принять участие в Лиге Европы следующего сезона. В том розыгрыше турнира французская команда дошла до 1/8 финала, где по сумме результатов 2 матчей (1:0 и 0:3) уступила дорогу английскому «Ливерпулю». Следующий сезон «Лилль» завершил на 4-м месте, поднявшись ещё на одну ступень. В Лиге Европы 2010/11 «доги» вновь смогли выйти из группы, но проиграли в 1/16 финала голландскому ПСВ (2:2, 1:3). На внутренней же арене сезон получился успешным. Победив 19 апреля 2011 года в полуфинале Кубка Франции «Ниццу», «Лилль» впервые с 1955 года пробился в финал этого турнира. 14 мая команда Руди Гарсии на стадионе «Стад де Франс» переиграла столичный «Пари Сен-Жермен» и стала обладателем национального кубка. По ходу чемпионата «Лилль» находился среди лидеров, с 13-го тура не опускаясь ниже 2-го места. Сыграв в 37-м туре вничью всё с тем же «ПСЖ», команда Гарсии за тур до окончания чемпионата обеспечила себе чемпионский титул (третий в истории и первый с 1954 года).
12 июня 2013 года стал главным тренером итальянской «Ромы». Контракт рассчитан на 2 года, а зарплата специалиста составит € 1,5 млн в год. Под его руководством «Рома» дважды занимала второе место в Серии А, однако выиграть трофеев не сумела. Сезон 2015/16 для римского клуба складывался неудачно (5-е место после 19-го тура), в результате чего 13 января 2016 года Руди Гарсия был уволен со своего поста.
20 октября 2016 года назначен главным тренером марсельского «Олимпика». Контракт подписан на 3 года. За время работы Гарсии в «Марселе» команда ни разу не опускалась ниже 5-го места в чемпионате Франции, но главным её успехом в этот период стал выход в Финал Лиги Европы УЕФА в 2018 году. В решающем матче подопечные Гарсии со счётом 0:3 уступили «Атлетико Мадрид». После того как по итогам сезона 2018/19 команда не сумела выйти в еврокубки, Руди Гарсия был уволен со своего поста.
14 октября 2019 года назначен на пост главного тренера клуба «Олимпик Лион». В свой первый сезон под руководством Гарсии, досрочно завершившийся из-за пандемии COVID-19 «Лион» занял 7-е место, оказавшись вне зоны еврокубков, однако в Лиге чемпионов, французский клуб сенсационно дошёл до полуфинала турнира повторив свой рекорд, установленный ещё в сезоне 2009/10, попутно обыграв такие клубы, как «Ювентус» и «Манчестер Сити», и уступив в полуфинале мюнхенской «Баварии». По окончании следующего сезона объявил о своей отставке, после того как «Лион» финишировал на 4-м месте в чемпионате Франции и не квалифицировался в Лигу чемпионов на следующий сезон.
Летом 2023 года возглавил итальянский «Наполи». Однако уже 14 ноября был уволен с поста главного тренера после поражения от «Эмполи» со счётом 0:1, на тот момент неаполитанцы располагались на четвёртом месте в турнирной таблице Серии А.

## Достижения

### Как тренер
«Лилль»
- Чемпион Франции: 2010/11
- Обладатель Кубка Франции: 2010/11

## Статистика
| Команда         | Начало работы   | Окончание работы | Результаты | Результаты | Результаты | Результаты | Результаты |
| Команда         | Начало работы   | Окончание работы | И          | В          | Н          | П          | П %        |
| --------------- | --------------- | ---------------- | ---------- | ---------- | ---------- | ---------- | ---------- |
| Сент-Этьен      | 5 января 2001   | 30 июня 2001     | 16         | 5          | 4          | 7          | 031,25     |
| Дижон           | 1 июля 2002     | 30 июня 2007     | 130        | 54         | 39         | 37         | 041,54     |
| Ле-Ман          | 1 июля 2007     | 12 июня 2008     | 44         | 18         | 11         | 15         | 040,91     |
| Лилль           | 12 июня 2008    | 12 июня 2013     | 256        | 129        | 67         | 60         | 050,39     |
| Рома            | 12 июня 2013    | 13 января 2016   | 118        | 61         | 34         | 23         | 051,69     |
| Олимпик Марсель | 20 октября 2016 | 30 июня 2019     | 142        | 69         | 31         | 42         | 048,59     |
| Олимпик Лион    | 14 октября 2019 | 30 июня 2021     | 78         | 44         | 15         | 19         | 056,41     |
| Ан-Наср         | 28 июня 2022    | 13 апреля 2023   | 26         | 18         | 5          | 3          | 069,23     |
| Наполи          | 1 июля 2023     | 14 ноября 2023   | 16         | 8          | 4          | 4          | 050,00     |
| Бельгия         | 24 января 2025  | н.в.             | 4          | 2          | 1          | 1          | 050,00     |
| Всего           | Всего           | Всего            | 911        | 440        | 247        | 224        | 048,30     |